# Somnium
Somnium (em latim: Sonho) é um livro escrito por Johannes Kepler mas editado apenas no ano de 1634, quatro anos depois de sua morte. A obra é considerada uma das bases do gênero de ficção científica.

## O livro
Foi publicado pela primeira vez em 1634 pelo filho de Kepler, Ludwig Kepler, vários anos após a morte de seu pai. Na narrativa, um menino islandês e sua mãe bruxa descobrem uma ilha chamada Levania (a Lua) a partir de um daemon. Somnium apresenta uma descrição imaginativa detalhada de como a Terra pode parecer quando vista da Lua, e é considerado o primeiro tratado científico sério sobre astronomia lunar. Carl Sagan e Isaac Asimov referiram-se a ela como uma das primeiras obras de ficção científica.

## Resumo do enredo
A história começa com Kepler lendo sobre um mago habilidoso chamado Libussa. Ele adormece enquanto lê sobre ela. Ele relata um estranho sonho que teve ao ler aquele livro. O sonho começa com Kepler lendo um livro sobre Duracotus, um garoto islandês de 14 anos. A mãe de Duracotus, Fiolxhilde, ganha a vida vendendo sacos de ervas e panos com marcas estranhas. Depois que ele corta em um desses sacos e arruína sua venda, Duracotus é vendido por Fiolxhilde para um capitão. Ele viaja com o capitão por um tempo até que uma carta deve ser entregue a Tycho Brahe na ilha de Hven (agora Ven, Suécia). Como Duracotus está enjoado pela viagem até lá, o capitão deixa Duracotus para entregar a carta e ficar com Tycho.
Tycho pede a seus alunos que ensinem dinamarquês Duracotus para que eles possam conversar. Além de aprender dinamarquês, Duracotus aprende astronomia com Tycho e seus alunos. Duracotus é fascinado por astronomia e gosta do tempo que passam olhando para o céu noturno. Duracotus passa vários anos com Tycho antes de voltar para casa na Islândia.
Após seu retorno à Islândia, Duracotus encontra sua mãe ainda viva. Ela fica muito feliz em saber que ele é bem estudado em astronomia, pois ela também possui conhecimento de astronomia. Um dia, Fiolxhilde revela a Duracotus como ela aprendeu sobre os céus. Ela conta a ele sobre os daemons que ela pode invocar. Esses daemons podem movê-la para qualquer lugar da Terra em um instante. Se o lugar é muito longe para que eles a levem, eles o descrevem em detalhes. Ela então convoca seu daemon favorito para falar com eles.
O daemon convocado lhes diz: "Cinquenta mil milhas acima no Éter está a ilha de Levania", que é a Lua da Terra. De acordo com o daemon, há um caminho entre a ilha de Levania e a Terra. Quando o caminho está aberto, os daemons podem levar humanos à ilha em quatro horas. A viagem é um choque para os humanos, por isso eles são sedados para a viagem. O frio extremo também é uma preocupação na viagem, mas os daemons usam seus poderes para afastá-lo. Outra preocupação é o ar, por isso os humanos precisam ter esponjas úmidas colocadas em suas narinas para respirar. A viagem é feita com os daemons empurrando os humanos em direção a Levania com grande força. No ponto Lagrangiano entre a Terra e a Lua, os daemons têm que desacelerar os humanos para não colidirem com grande força na Lua.
Depois de descrever a viagem a Levania, o daemon observa que os daemons são dominados pelo Sol. Eles habitam nas sombras da Terra, chamada de Volva pelos habitantes de Levania. Os daemons podem correr para Volva durante um eclipse solar, caso contrário, eles permanecem escondidos em sombras em Levania.
Depois que o daemon descreve o comportamento de outros daemons, ela passa a descrever Levania. Levania é dividida em dois hemisférios chamados Privolva e Subvolva. Os dois hemisférios são divididos pelo divisor. Privolva nunca vê a Terra (Volva), Subvolva vê Volva como sua lua. Volva passa pelas mesmas fases da Lua real.
O daemon continua as descrições de Subvolva e Privolva. Alguns desses detalhes são de natureza científica, tais como: como os eclipses ficariam da Lua, o tamanho dos planetas variando de tamanho devido à distância da Lua da Terra, uma ideia sobre o tamanho da Lua e muito mais. Alguns detalhes de Levania são ficção científica, tais como: descrições das criaturas que habitam Subvolva e Privolva, crescimento de plantas de cada lado, e o ciclo de vida e morte de Levania.

O sonho é interrompido no meio da descrição das criaturas de Privolva. Kepler acorda do sonho por causa de uma tempestade lá fora. Ele então percebe que sua cabeça está coberta e ele está enrolado em cobertores, assim como os personagens de sua história.